# Andreas Cornelius
Andreas Evald Cornelius (Koppenhága, 1993. március 16. –) dán válogatott labdarúgó, a København csatárja.

## Pályafutása

### Klubcsapatokban
2012. április 19-én mutatkozott be a København első csapatában César Santin cseréjeként az Aarhus elleni 0–0-ra végződő bajnoki mérkőzésen. Július 15-én megszerezte első bajnoki gólját a Midtjylland ellen. A 2012–2013-as szezon során bajnokságot nyertek, valamint ő lett a legjobb góllövő 18 találattal. 2013. június 27-én klubrekordot jelentő 7.4 millió fontért szerződtette a Cardiff City. Július 1-jén átesett az orvosi vizsgálatokon és 5 évre alá is írt. Augusztus 25-én a Manchester City ellen mutatkozott be, a 3–2-re megnyert bajnoki mérkőzés utolsó percében Fraizer Campbell cseréjeként lépett pályára. 2014. január 31-én visszatért a København klubjához. 2017. május 2-án az olasz Atalanta 3,5 millió euróért. 2018. augusztus 31-én kölcsönbe került a francia Bordeaux csapatához. 2019. július 18-án két évre kölcsönbe került a Parmához. Október 20-án a Genoa elleni bajnoki mérkőzésen a kispadon kapott lehetőséget, majd a 12. percben Roberto Inglese sérülése miatt pályára küldte edzője és ezek után mesterhármast ért el az 5–1-re megnyert találkozón. 2013 márciusában Amauri ért el legutóbb mesterhármast a bajnokságban a klub színeiben. 2020. június 23-án ismét háromszor volt eredményes és ugyancsak a Genoa elleni bajnoki mérkőzésen.

### A válogatottban
Többszörös dán korosztályos válogatott labdarúgó. Részt vett a 2018-as labdarúgó-világbajnokságon.

## Statisztika

### A válogatottban
| Válogatott | Év       | Pályára lépés | Gól |
| ---------- | -------- | ------------- | --- |
| Dánia      | 2012     | 2             | 0   |
| Dánia      | 2013     | 7             | 5   |
| Dánia      | 2014     | 1             | 0   |
| Dánia      | 2016     | 3             | 2   |
| Dánia      | 2017     | 6             | 1   |
| Dánia      | 2018     | 6             | 0   |
| Dánia      | 2019     | 2             | 0   |
| Dánia      | 2020     | 2             | 1   |
| Dánia      | 2021     | 9             | 2   |
| Dánia      | 2022     | 8             | 2   |
| Összesen   | Összesen | 46            | 13  |

#### Góljai a válogatottban
| #  | Időpont             | Helyszín                                                | Ellenfél            | Gólok | Eredmény | Kiírás                                     |
| -- | ------------------- | ------------------------------------------------------- | ------------------- | ----- | -------- | ------------------------------------------ |
| 1  | 2013. január 26.    | Kino Sports Complex, Tucson, Amerikai Egyesült Államok  | Kanada              | 1–0   | 4–0      | Barátságos mérkőzés                        |
| 2  | 2013. január 26.    | Kino Sports Complex, Tucson, Amerikai Egyesült Államok  | Kanada              | 3–0   | 4–0      | Barátságos mérkőzés                        |
| 3  | 2013. január 26.    | Kino Sports Complex, Tucson, Amerikai Egyesült Államok  | Kanada              | 4–0   | 4–0      | Barátságos mérkőzés                        |
| 4  | 2013. január 31.    | State Farm Stadion, Glendale, Amerikai Egyesült Államok | Mexikó              | 1–1   | 1–1      | Barátságos mérkőzés                        |
| 5  | 2013. március 22.   | Andrův Stadion, Olomouc, Csehország                     | Csehország          | 1–0   | 3–0      | 2014-es VB-selejtező                       |
| 6  | 2016. augusztus 31. | CASA Arena, Horsens, Dánia                              | Liechtenstein       | 3–0   | 5–0      | Barátságos mérkőzés                        |
| 7  | 2016. november 11.  | Parken Stadion, Koppenhága, Dánia                       | Kazahsztán          | 1–0   | 4–1      | 2018-as VB-selejtező                       |
| 8  | 2017. szeptember 1. | Parken Stadion, Koppenhága, Dánia                       | Lengyelország       | 2–0   | 4–0      | 2018-as VB-selejtező                       |
| 9  | 2020. október 7.    | MCH Arena, Herning, Dánia                               | Feröer              | 4–0   | 4–0      | Barátságos mérkőzés                        |
| 10 | 2021. június 6.     | Brøndby Stadion, Brøndby, Dánia                         | Bosznia-Hercegovina | 2–0   | 2–0      | Barátságos mérkőzés                        |
| 11 | 2021. szeptember 7. | Parken Stadion, Koppenhága, Dánia                       | Izrael              | 5–0   | 5–0      | 2022-es VB-selejtező                       |
| 12 | 2022. június 3.     | Stade de France, Saint-Denis, Franciaország             | Franciaország       | 1–1   | 2–1      | 2022–2023-as UEFA Nemzetek Ligája (A liga) |
| 13 | 2022. június 3.     | Stade de France, Saint-Denis, Franciaország             | Franciaország       | 2–1   | 2–1      | 2022–2023-as UEFA Nemzetek Ligája (A liga) |

## Sikerei, díjai

### Klub
- København
  - Dán bajnok: 2012–13, 2015–16, 2016–17
  - Dán kupa: 2014–15, 2015–16, 2016–17

### Egyéni
- A Dán bajnokság gólkirálya: 2012–13
- A Dán bajnokság játékosa: 2012–13